# Шпрот європейський
Шпрот європейський, або кі́лька (Sprattus sprattus) — риба родини оселедцевих.

## Розповсюдження
Розповсюджений у Східній Атлантиці, від Норвегії до Гібралтару. Зустрічається у протоці Ла-Манш, Північному, Балтійському, північній частині Середземного та у Чорному морі. Утворює декілька підвидів: у Північному морі — північний шпрот (S. sprattus sprattus), у Балтійському — балтійський шпрот (S. sprattus balticus), у Чорному — чорноморський шпрот (Sprattus sprattus phalericus).

## Будова
Довжина в середньому 9,5—13 см, іноді до 16 см, вага 8 — 10 г. Тіло витягнуте, овальне у поперечному розрізі, черево має кіль. Луска крупна, легко відокремлюється від тіла, кіль має загострену луску, зі спрямованими назад кінчиками. Очі великі, мають тонкі жирові повіки. Нижня щелепа довша за верхню. Бічна лінія на тулубі відсутня, але її пори гарно розвинені на голові. Спинний плавець має 15-19 променів, зміщений назад. Анальний плавець складається з 17-23 променів. Хвостовий плавець має глибокий виріз. Плавальний міхур має сполучення з кишечником та внутрішнім вухом. Забарвлення: спина синя або блакитна, боки та черево — сріблясті.

## Спосіб життя
Зграйна пелагічна риба. Надає перевагу прохолодній воді, з температурою від 6 до 17 °C. Навесні та влітку тримається у прохолодній воді на глибинах від 25 до 100 м. При цьому вдень тримається на глибині, вночі підіймається до поверхні, де зграя розсіюється. У жовтні підіймається до поверхні, де відбувається нерест та подальший нагул риби. Живиться зоопланктоном, переважно дрібними ракоподібними. Розповсюджений переважно у відкритому морі, але може підходити до берегів, якщо вода там охолоджується до необхідної для шпроту температури. Тривалість життя 5 — 6 років.

## Розмноження
Статевої зрілості досягає на 2 році життя при довжині тіла близько 12 см. Розмножується у холодну пору року, у березні або жовтні, коли температура води не перевищує 12 °C. Нерест неподалік від берегів на глибині 40 — 50 м, зрідка біля поверхні, при солоності від 4—5 до 17—18 проміле. Ікра пелагічна. Плодючість самиць досить висока, від 4 до 10 тисяч ікринок розміром від 0,8 до 1,5 мм. Розвиток ікри триває близько 7 діб. Личинки, що з'являються, мають довжину близько 4 мм та розносяться течіями на великі відстані. На другому році життя шпрот досягає розмірів 7,5—11,2 см, на третьому — 10,6—14,1, на четвертому — 12,6 — 15,0 см.

## Значення
Цінна промислова риба. З кінця 90-х років вилов шпрота в Азово-Чорноморському басейні становив не менше 10 тисяч тонн, а в 2005 — 2007 досяг показника 17 тисяч тонн. Чорноморський шпрот може накопичувати в своєму тілі від 4,7 до 12,6 % жиру. Дуже смачний у солоному вигляді, а також у копченому у вигляді консервів. Також іноді споживається у смаженому вигляді. Крім того, у Чорному морі шпрот є однією з найчисленніших риб, відіграє велику роль як кормова база багатьох цінних видів риб (зокрема білуги), а також дельфінів.

## Галерея

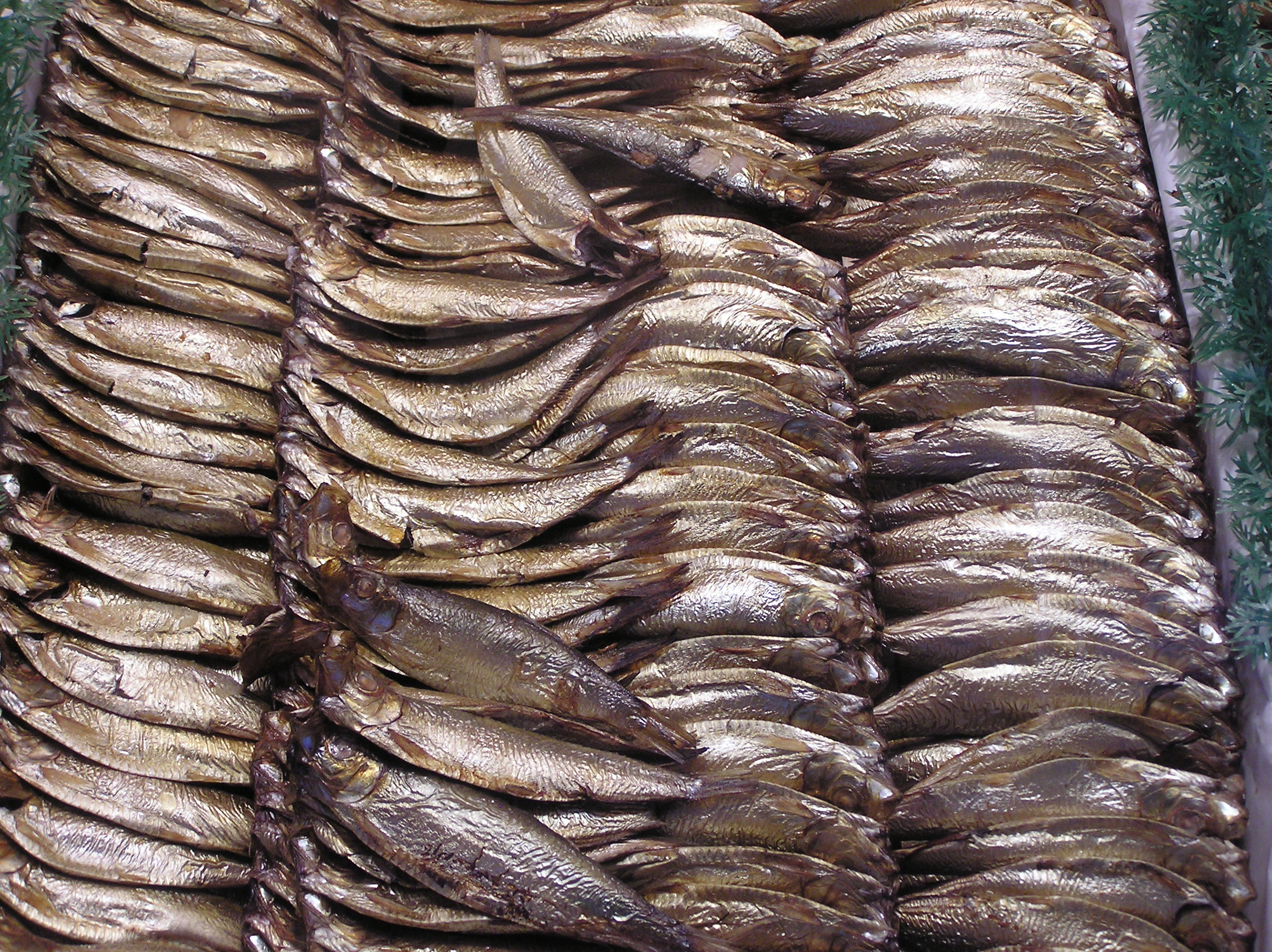
Копчений шпрот
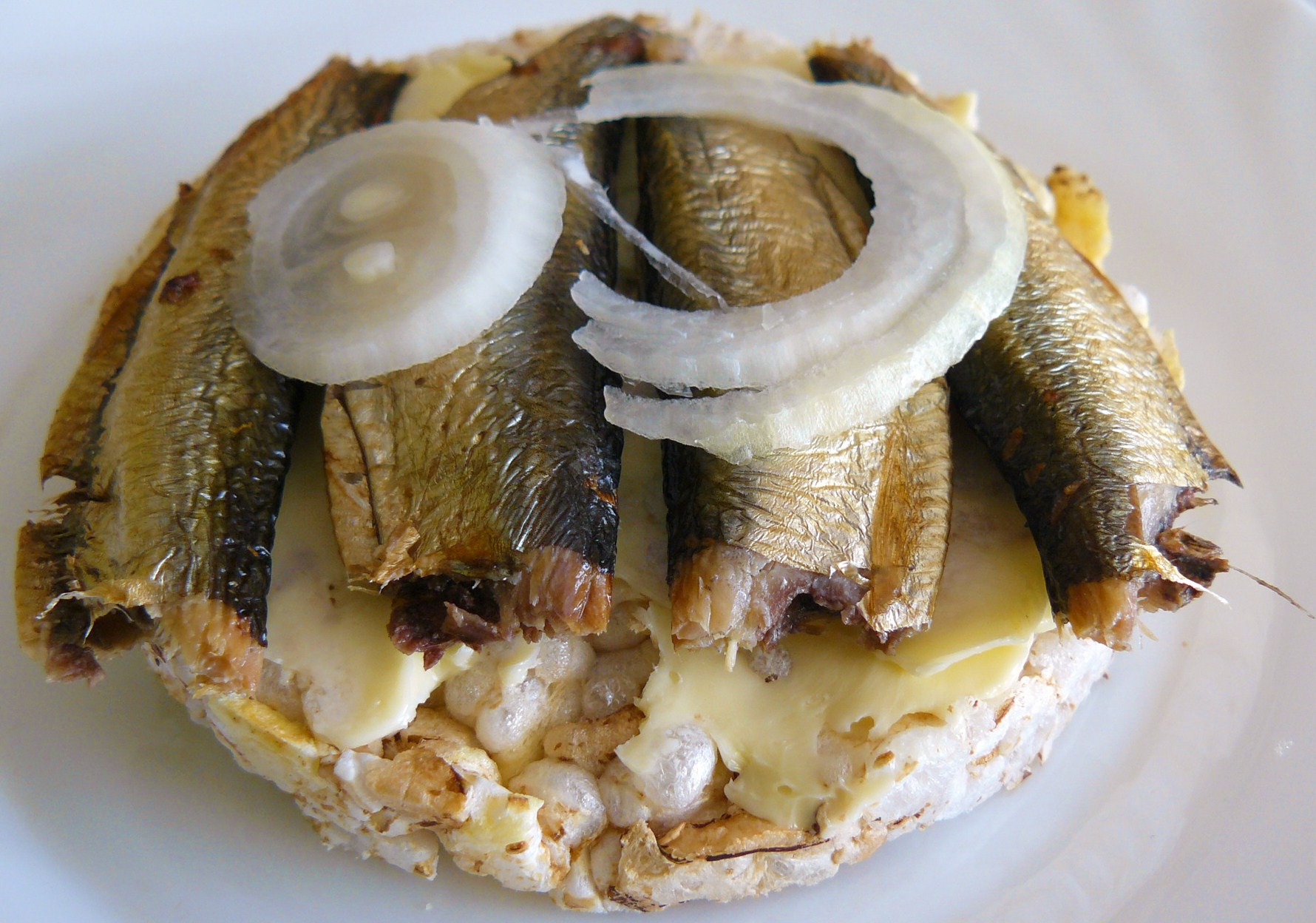
Канапка зі шпротами (Польща)
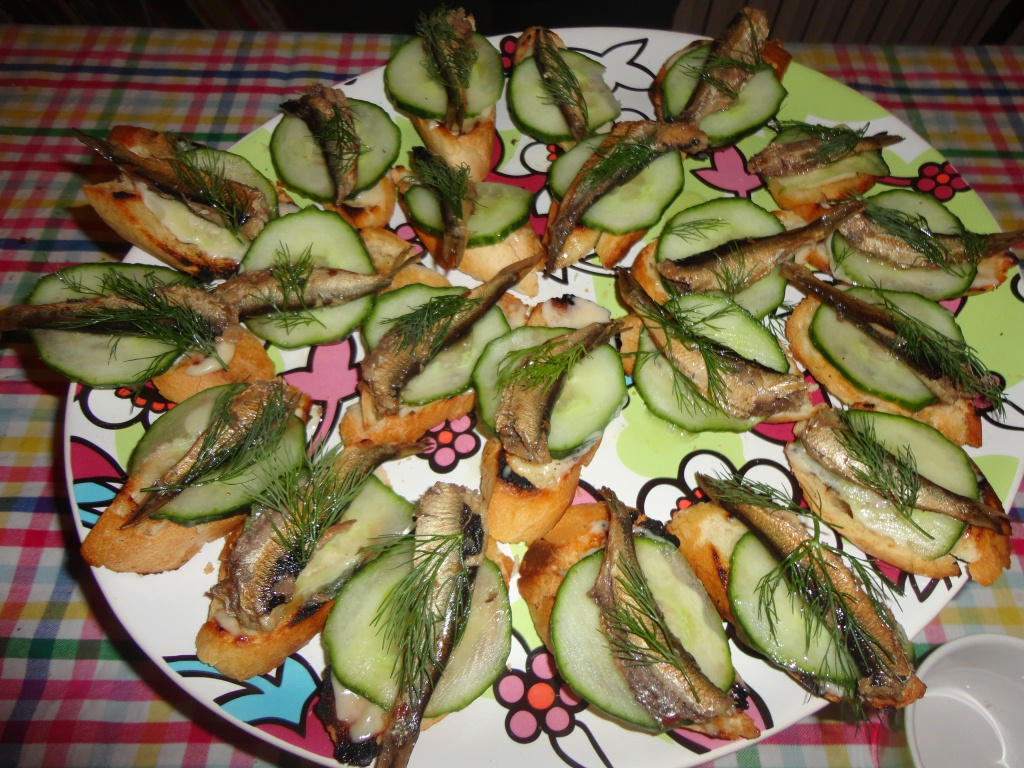
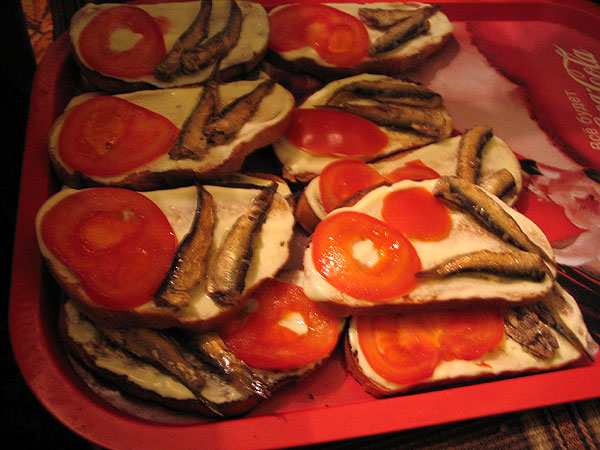
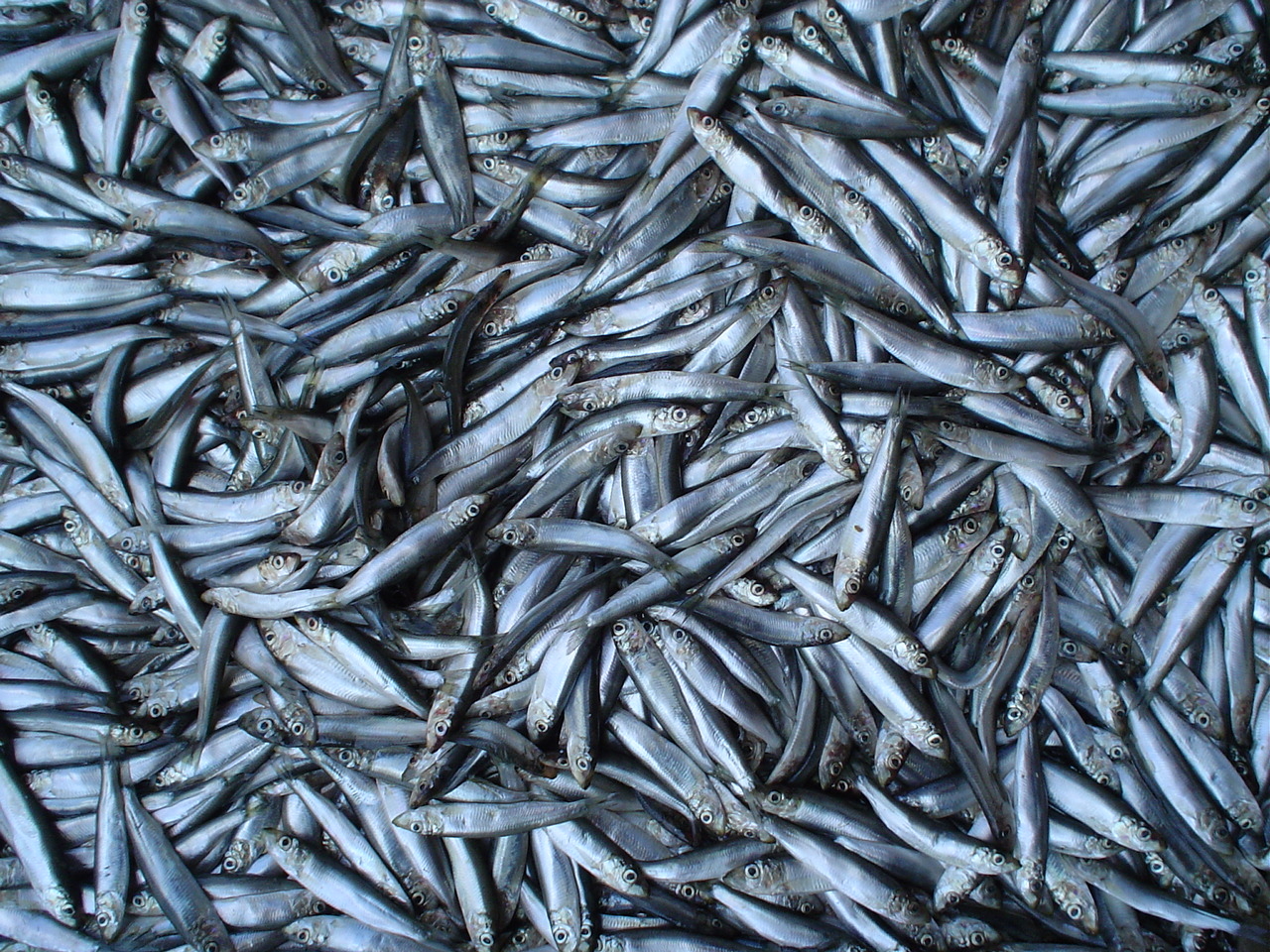
Солоний шпрот (кілька) на базарі в Одесі